# Образование 3.0
Образование 3.0 (англ. Education 3.0) - это общий термин, используемый в области образования для описания различных способов интеграции технологий в обучение. По словам Джеффа Бордена, образование 3.0 влечёт за собой слияние нейробиологии, когнитивной психологии и образовательных технологий с использованием сетевых и мобильных технологий, включая приложения, аппаратное и программное обеспечение. Концепция, связанна с появлением нового поколения  цифровых технологий и Web 3.0 интерфейсов. Вместо того, чтобы рассматривать цифровые технологии как конкурента современных моделей обучения, «Образование 3.0» отличает активное использование новых технологий, чтобы понять, как они могут помочь учащимся эффективно учиться.  Писатель Майкл Хорн описывает это как движение «от массового образования к массовому обучению с помощью смешанного обучения», использующее гибкие технологии, чтобы помочь учащимся с разным опытом и навыками.  Этот термин был включен в термин «Образование для предпринимателей 3.0», что означает расширение обучения предпринимательству с междисциплинарной привлекательностью для некоммерческих специальностей, согласно отчёту в журнале «Technically Philly.
В образовании 3.0, классы отходят от традиционных лекций и вместо этого сосредотачиваются на интерактивном обучении с сеансами вопросов и ответов, обзорами и викторинами, дискуссиями, лабораторными занятиями и другими проектами, основанными на обучении. настройка и персонализация, чтобы образовательный контент был адаптирован к потребностям конкретных учащихся.  Это может означать изменение традиционного обучения в классе, когда лекции проводятся в классе, а домашняя работа выполняется вне класса, в перевёрнутом классе, чтобы новый контент доставлялся онлайн, в то время как ученики вместе работают над заданиями в классе. 
Лекции перемещаются онлайн - что учитывает потребность студентов в персонализации - и, как говорится в одной из презентаций Ли: «Что в классе? Что-нибудь, кроме лекций!» Время занятий уходит от PowerPoint, классных досок и досок и вместо этого посвящено интерактивному и прикладному обучению - вопросам и ответам, обзору и резюме, викторинам, интерактивному решению проблем, обсуждению, обучению на основе проектов и лабораторным занятиям.
Michael Horn, 2014 , в журнале Forbes
Выделяются 8 характеристик образования 3.0 ( по Голицыной И. Н.):
- 1. Смысловые значения строятся на социальной основе и контекстуально изобретаются заново. 647
- 2. Технологии повсеместны (цифровая вселенная).
- 3. Преподавание осуществляется от учителя к студенту, от студента к студенту, и по схеме люди-технологии-люди (со-конструктивизм).
- 4. Школы расположены всюду (с полным проникновением в обществе).
- 5. Родители также рассматривают для себя школы как место для учения.
- 6. Учителя все и везде.
- 7. Аппаратное и программное обеспечение в школах доступно по низкой стоимости и широко используется (стратегически).
- 8. Промышленность рассматривает выпускников как сотрудников или предпринимателей.

Этот термин используется в образовании в Южной Корее  и в Латинской Америке.  Согласно отчёту в журнале Forbes такие школы, как Корейский передовой институт науки и технологии или KAIST активно использует систему образования 3.0.  В Латинской Америке образование 3.0 используется как способ сделать образование доступным и способным побороть бедность.